# Indigofera alopecuroides
Indigofera alopecuroides är en ärtväxtart som först beskrevs av Nicolaas Laurens Nicolaus Laurent Burman, och fick sitt nu gällande namn av Dc. Indigofera alopecuroides ingår i släktet indigosläktet, och familjen ärtväxter. Inga underarter finns listade i Catalogue of Life.